# Anne Bonnet
Anne Bonnet (Bruxelles, 16 maggio 1908 – Bruxelles, 14 novembre 1960) è stata una pittrice belga figura chiave nella transizione dalla figurazione all'astrazione nella pittura moderna belga.

## Biografia
Anne Bonnet nacque a Bruxelles il 16 maggio 1908. Iniziò i suoi studi artistici nel 1924 presso l'Accademia di Belle Arti di Bruxelles, ma dovette interromperli nel 1926 a causa della morte dei genitori. Nel 1930 sposò Louis Bonnet, commerciante di seta, il che le permise di riprendere la sua formazione artistica nel 1936 sotto la guida di Jacques Maes all'Accademia di Saint-Josse-ten-Noode.

### Carriera artistica
Nel 1938 espose con Gaston Bertrand e Louis Van Lint alla Galleria Atrium, formando con loro il circolo "La Route Libre" nel 1939. La sua prima mostra personale si tenne nel 1941 al Palais des Beaux-Arts di Bruxelles.
Nel 1945 fu tra i membri fondatori del gruppo "La Jeune Peinture Belge", insieme a artisti come Gaston Bertrand e Louis Van Lint, con l'obiettivo di promuovere l'arte contemporanea belga.

## Stile
Inizialmente influenzata dall'animismo, rappresentava scene di vita quotidiana in modo realistico. Successivamente, attraverso viaggi nel Mediterraneo tra il 1950 e il 1955, la sua arte si orientò verso l'astrazione geometrica, mantenendo una sensibilità poetica e una struttura formale rigorosa.

## Eredità
Le sue opere sono conservate in importanti collezioni, tra cui i Musées royaux des Beaux-Arts de Belgique. Nel 2022, il Musée Marthe Donas ha ospitato una mostra intitolata "Anne Bonnet. Impressions de voyages", evidenziando l'influenza dei suoi viaggi sulla sua evoluzione artistica.